# Ma Ying
Ma Ying (förenklad kinesiska: 马英; traditionell kinesiska: 馬英; pinyin: Mǎ Yīng), född den 10 april 1972, är en kinesisk softbollspelare.
Hon tog OS-silver i samband med de olympiska softboll-turneringarna 1996 i Atlanta.